# Hieronymus Nitz

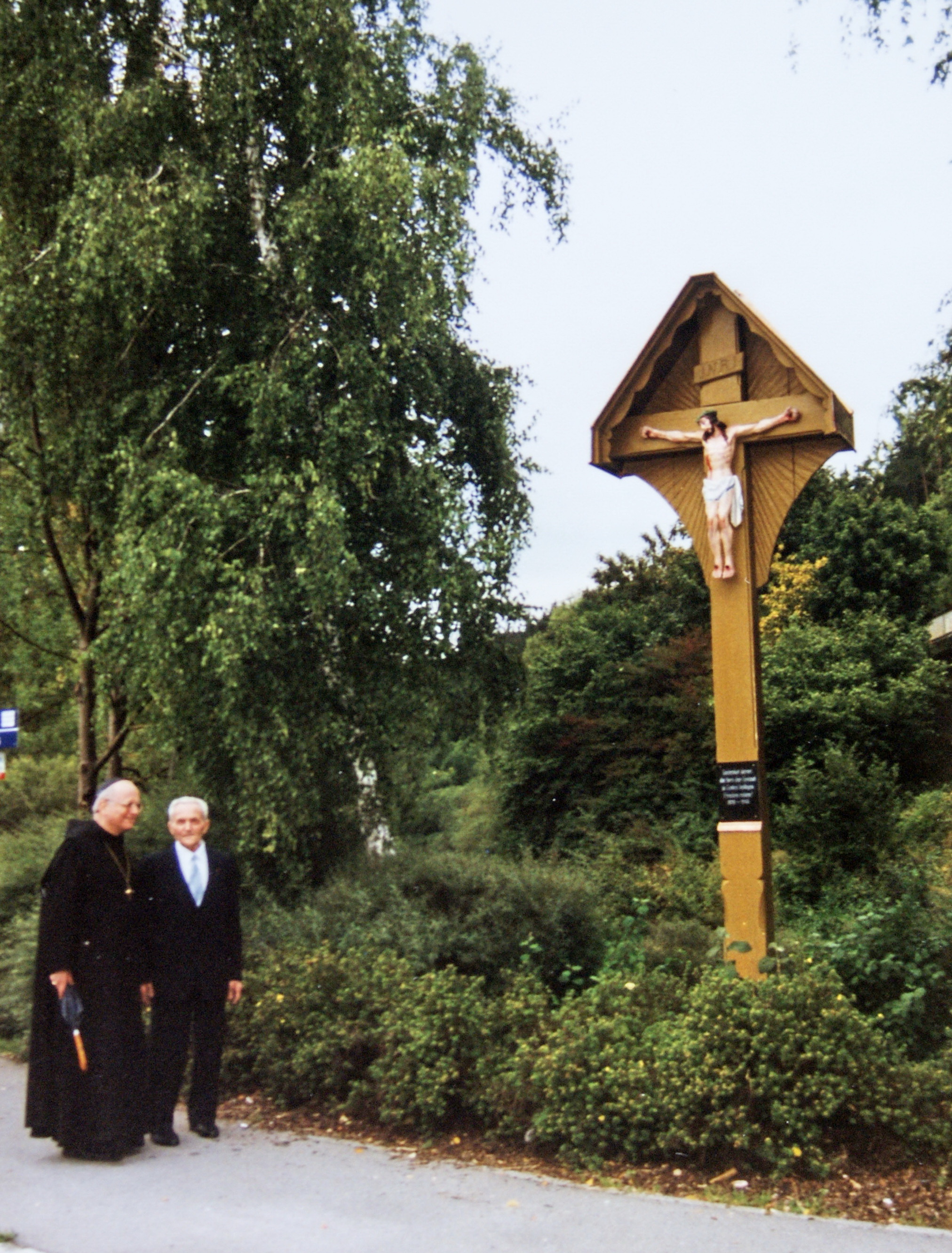
Erzabt Hieronymus Nitz (links) besucht das Sägekreuz in Veringenstadt (1998)

Hieronymus Nitz OSB (* 17. Mai 1928 in Flensburg als Gerhard Wilhelm Nitz; † 21. Juli 2020 in Beuron) war ein deutscher Benediktiner und Erzabt der Erzabtei Beuron.

## Leben
Gerhard Nitz war der Sohn aus der Ehe von Friseurmeister Josef Gottlieb Nitz und seiner Frau Auguste geb. Kirchner. Sein Vater konvertierte vom evangelischen zum katholischen Glauben. Nitz besuchte bis zum Verbot durch die Nationalsozialisten 1939 eine katholische Schule, danach das humanistische Gymnasium in Flensburg, wo er auch sein Abitur ablegte. Er wurde zum Ende des Zweiten Weltkrieges noch zum Reichsarbeitsdienst und als Luftwaffenhelfer eingezogen.
1947 trat Nitz in das Noviziat der Beuroner Erzabtei St. Martin ein; die Abtei kannte er von einem Besuch im Jahre 1943. Nitz erhielt den Ordensnamen Hieronymus und legte am 10. Februar 1951 die Profess ab. Er studierte Philosophie und Katholische Theologie in der Abtei Maria Laach, an der Ordenshochschule Beuron und am Päpstlichen Athenaeum Sant’Anselmo in Rom, wo er das Lizentiat der Theologie (lic. theol.) erwarb. Nach seiner Priesterweihe am 24. Juli 1955 lehrte er Dogmatik an der Theologischen Hochschule Beuron. Von 1958 bis 1963 war er zudem Novizenmeister in Beuron, später Wallfahrtspater und Oblatenrektor der Erzabtei.
Am 25. Januar 1980 wählte der Beuroner Mönchskonvent Pater Hieronymus Nitz zum neunten Erzabt von Beuron. Die Abtsweihe empfing er am 2. März 1980 durch Erzbischof Oskar Saier. Zum Leitwort seines äbtlichen Dienstes wählte er: Stemus iuxta crucem – Beim Kreuz (Christi) wollen wir stehen. In seiner 21-jährigen Regierungszeit wurden beinahe alle Klostergebäude renoviert und der Verein der Freunde der Erzabtei St. Martin zu Beuron e. V., zusammen mit damaligen dem Innenminister von Baden-Württemberg  Dietmar Schlee, begründet. Am 10. Februar 2001 legte Hieronymus Nitz sein Amt als regierender Erzabt aus Altersgründen nieder, blieb aber bis in die letzten Lebensjahre seelsorglich im Kloster Beuron tätig.
Von 1971 bis 2001 führte er zudem als Vorsitzender die Arbeitsgemeinschaft Benediktineroblaten.
Am 25. Juli 2020 wurde Erzabt Hieronymus Nitz nach einem vom Freiburger Erzbischof Stephan Burger in der Abteikirche Beuron zelebrierten Pontifikalrequiem in der Krypta neben seinen Vorgängern beigesetzt.

## Schriften
- (als Hrsg.): Auf dem Weg mit den Mönchen: Das Benediktinerkloster Beuron 1989–1999 / 1999–2009, Beuroner Kunstverlag, Beuron 1999
- Wie es zur Gründung des Benediktinerklosters Beuron kam. In: Coelestin Merkle (Bearb.), Das hundertste Jahr. Zur Hundertjahrfeier der Benediktiner in Beuron 1963, hrsg. von der Erzabtei St. Martin, Beuroner Kunstverlag, Beuron 1962, S. 81–85.